# Josef Metternich (Pfarrer)
Josef Metternich (* 30. August 1930 in Köln-Bickendorf; † 15. Juli 2003) war ein deutscher katholischer Pfarrer und Textdichter.

## Leben
Josef Metternich war von 1961 bis 1972 Rektor von Haus Altenberg. Von 1972 bis 1999 war er Pfarrer an St. Liebfrauen in Köln-Mülheim.
Mit Alois Albrecht, Bernd Ferkinghoff und Karin Heinen dichtete er das Neue Geistliche Lied Unser Leben sei ein Fest.
Aufgrund einer Idee von Josef Metternich wurde am 29. Februar 1976 in St. Liebfrauen eine Messe im Kölner Dialekt mit neu getexteten Liedern von Willi Ostermann, dessen Geburtstag sich damals zum 100. Mal jährte, und den Bläck Fööss gefeiert. Musikalische Unterstützung holte sich Metternich bei dem Organisten und Chorleiter Erwin Nonnenbroich. Die Kölsche Mess fand so großen Anklang, dass sie heute zu einer festen Institution geworden ist.